# Gewerkschaften in Deutschland
Nach der Rechtsprechung deutscher Gerichte ist eine Gewerkschaft eine auf freiwilliger Basis errichtete, privatrechtliche Vereinigung von Mitgliedern, die als satzungsgemäße Aufgabe mindestens folgende Zwecke verfolgt: (1) die Wahrung und Förderung von Arbeits- und Wirtschaftsbedingungen im Interesse ihrer Mitglieder, (2) Gegnerfreiheit, (3) Willensbildung, die unabhängig von Einflüssen Dritter ist, (4) Organisation auf überbetrieblicher Grundlage sowie (5) Anerkennung des geltenden Tarifrechts sowie Tariffähigkeit. Weiterhin muss die Gewerkschaft ihre Aufgabe als Tarifpartei sinnvoll durch eine gewisse Durchsetzungskraft gegenüber dem sozialen Gegenspieler und einer gewissen Leistungsfähigkeit erfüllen können.
Daneben liegen generell eine politische Einflussnahme zugunsten der Arbeitnehmer und die Durchsetzung der tarifvertraglichen Zielsetzungen mittels Arbeitskampfmaßnahmen im Verantwortungsbereich der Gewerkschaften. Zudem haben sie gem. § 17 Abs. 3 BetrVG das Recht, Betriebsratswahlen zu initiieren, sowie gem. § 20 Abs. 2 ArbGG das Recht der Benennung ehrenamtlicher Richter in der Arbeitsgerichtsbarkeit.
Manche Gewerkschaften organisieren sich als eingetragener Verein und sind deshalb juristische Personen des Privatrechts. Andere Gewerkschaften sind keine eingetragenen Vereine, werden aber trotzdem – wie politische Parteien – als rechtsfähige Personenvereinigung behandelt. Steuerrechtlich können Gewerkschaften als Berufsverband behandelt werden.

## Gegenwartssituation

### DGB-Gewerkschaften
Der Deutsche Gewerkschaftsbund (DGB) ist die größte Dachorganisation von Mitgliedsgewerkschaften in der Bundesrepublik Deutschland. Ihm gehören folgende acht Mitgliedsgewerkschaften an:
- IG Metall (IGM)
- Vereinte Dienstleistungsgewerkschaft (ver.di)
- IG Bergbau, Chemie, Energie (IG BCE)
- IG Bauen-Agrar-Umwelt (IG BAU)
- Gewerkschaft Nahrung-Genuss-Gaststätten (NGG)
- Eisenbahn- und Verkehrsgewerkschaft (EVG)
- Gewerkschaft Erziehung und Wissenschaft (GEW)
- Gewerkschaft der Polizei (GdP)

Sie decken alle Branchen und Wirtschaftsbereiche ab. Der DGB vereinte 2001 rund 84 % aller deutschen Gewerkschaftsmitglieder. Lag die Mitgliederzahl 1991 noch bei über elf Millionen, sank diese kontinuierlich auf 6,19 Millionen im Jahr 2010 (Stichtag: 31. Dezember 2010), wovon etwas mehr als zwei Drittel beruflich aktiv waren. Am 31. Dezember 2022 hatten die DGB-Gewerkschaften 5,6 Mio. Mitglieder. Der größte Anteil davon lag bei der IG Metall mit 2,1 Mio. und Ver.di mit 1,9 Mio. Mitgliedern.

### Weitere Dachverbände
Weitere Dachverbände, die nicht zum DGB gehören, sind:
- Deutscher Beamtenbund (DBB) mit 1,28 Mio. Mitgliedern (2015) mit dem Schwerpunkt der Beamtenvertretung. Im Bereich des öffentlichen Dienstes konkurrieren Mitgliedsgewerkschaften des DBB mit den DGB-Gewerkschaften ver.di, GEW und GdP.
- Christlicher Gewerkschaftsbund Deutschlands (CGB) mit nach eigenen Angaben ca. 280.000 Mitgliedern in 12 Einzelgewerkschaften.[4]

### Unabhängige Sparten- bzw. Berufsgewerkschaften
Unabhängige kleinere, sog. Sparten- bzw. Berufsgewerkschaften, existieren in den Bereichen Gesundheit (Marburger Bund) und Luftverkehr (Vereinigung Cockpit, VC; Gewerkschaft der Flugsicherung, GdF, Unabhängige Flugbegleiter Organisation, UFO). Die Berufsgewerkschaft der Lokführer ist Mitgliedsgewerkschaft des Deutschen Beamtenbundes. Der Verband angestellter Akademiker und leitender Angestellter der chemischen Industrie (VAA) organisiert Beschäftigte im höheren Angestelltenbereich der chemischen Industrie.
In den 1990er Jahren waren etwa drei Viertel aller Betriebsratsangehörigen Mitglieder von Gewerkschaften, die dem DGB angehörenden. Dieser Anteil ist seitdem leicht gesunken; bei der Betriebsratswahl 2010 betrug er 68 Prozent.
Gewerkschaften lassen sich in Berufs- und Fachverbände, Industrieverbände und Betriebsverbände unterteilen. In Berufsverbänden sind Arbeitnehmer nach Berufsgruppen zusammengeschlossen (z. B. Techniker und Schreiner), unabhängig davon, in welchem Wirtschaftszweig sie beschäftigt sind. Berufsverbände nehmen häufig nur eingeschränkte gewerkschaftliche Funktionen wahr. Sie schließen im Regelfall keine Tarifverträge ab.

## Rechtsstatus
Gewerkschaften stehen als sozialpolitische Koalitionen unter dem besonderen Schutz der grundgesetzlich gewährleisteten Unabdingbarkeit des Rechtes auf die Bildung von Vereinigungen zur Wahrung und Förderung der Arbeits- und Wirtschaftsbedingungen, darum sind Abreden zur Einschränkung oder Behinderung dieses Rechtes nichtig und rechtswidrig (Art. 9 Abs. 3 Grundgesetz).

### Aktuelle Rechtsprechung
Die Tariffähigkeit der Tarifgemeinschaft Christlicher Gewerkschaften für Zeitarbeit und Personalserviceagenturen (CGZP) steht aktuell in Frage. Am 1. April 2009 urteilte das Landesarbeitsgericht Berlin-Brandenburg, ähnlich wie zuvor andere Arbeitsgerichte, die CGZP sei nicht tariffähig, da die CGZP auf Grund fehlender Mitglieder nicht über die notwendige Sozialmächtigkeit verfüge und Tarifabschlüsse der CGZP durch Umgehung des Gleichstellungsgrundsatzes des AÜG lediglich im Interesse der Arbeitgeber lägen. Im Dezember 2010 bestätigte das Bundesarbeitsgericht dieses Urteil, jedoch nicht wegen mangelnder Tarifmächtigkeit, sondern wegen satzungsmäßiger Unzuständigkeit der CGZP und ihrer Einzelgewerkschaften.
Der Status der Christlichen Gewerkschaft Metall (CGM) war umstritten. Das Bundesarbeitsgericht hat jedoch in seiner Entscheidung vom 28. März 2006 der CGM letztinstanzlich die Tariffähigkeit bestätigt.

## Geschichte

### 1329: Streik der Handwerksgesellen

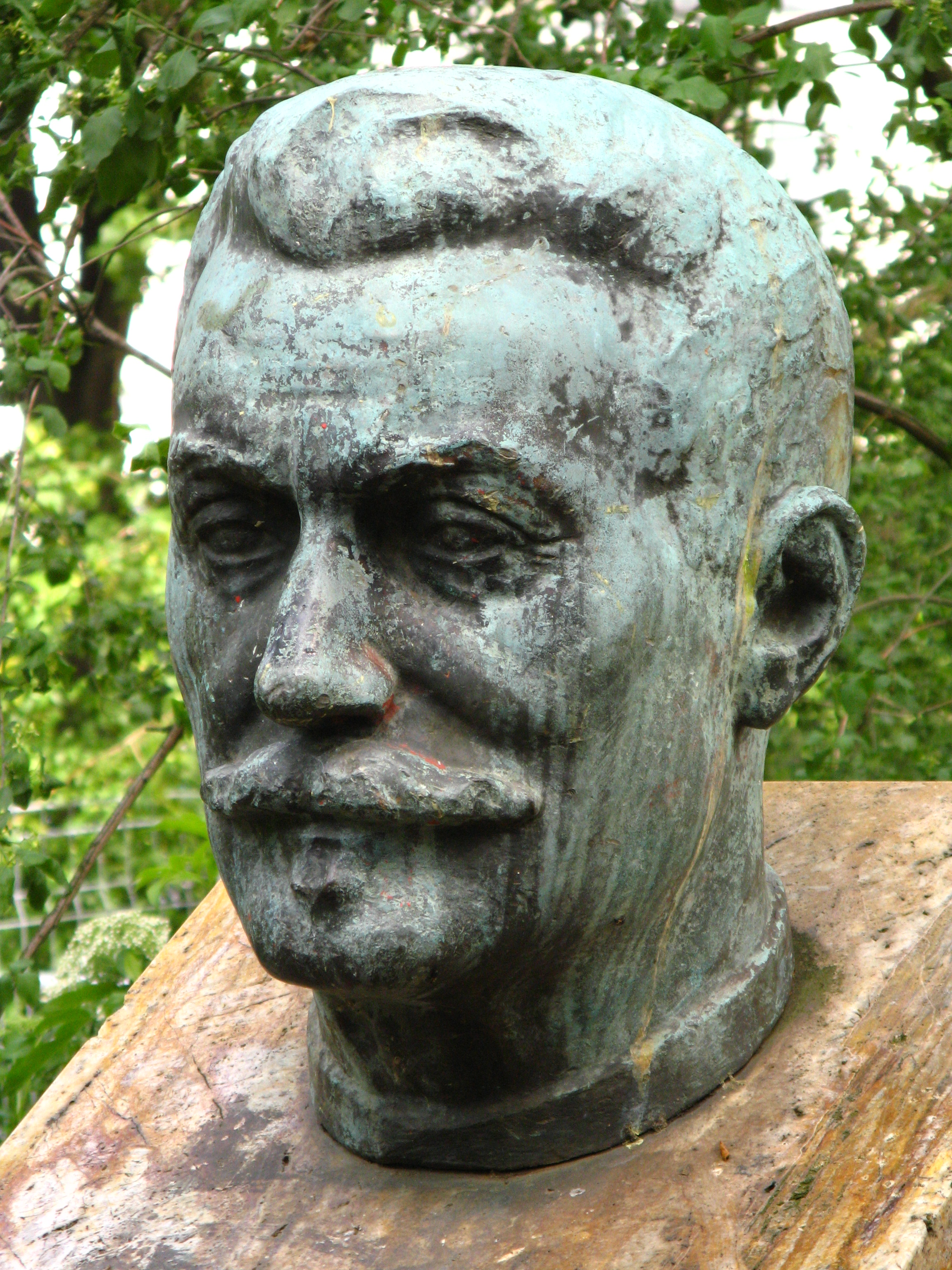
Carl Legien, deutscher Gewerkschaftsführer

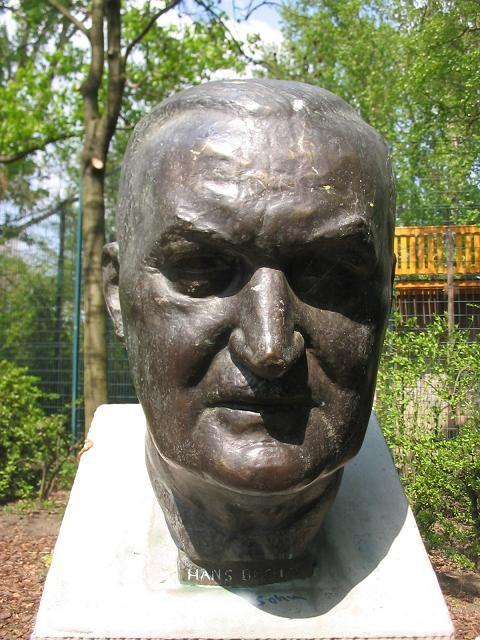
Hans-Böckler-Denkmal in Berlin

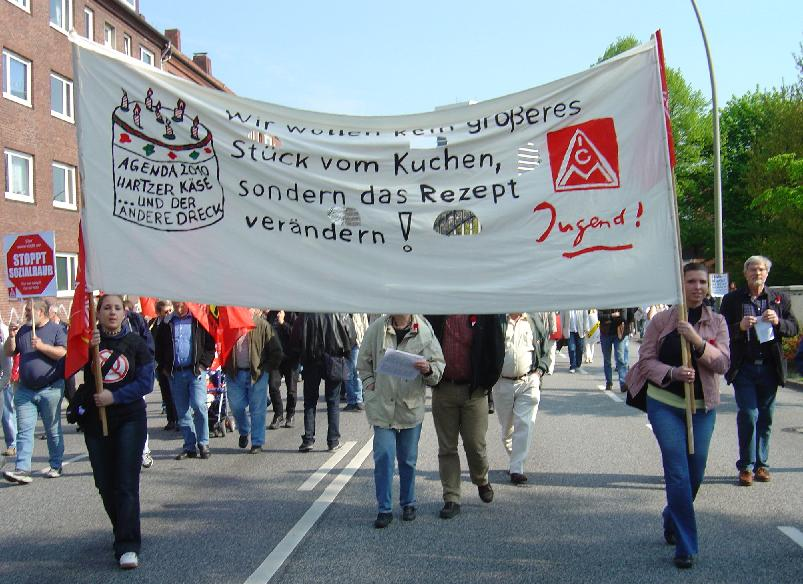
DGB-Gewerkschaftsjugend

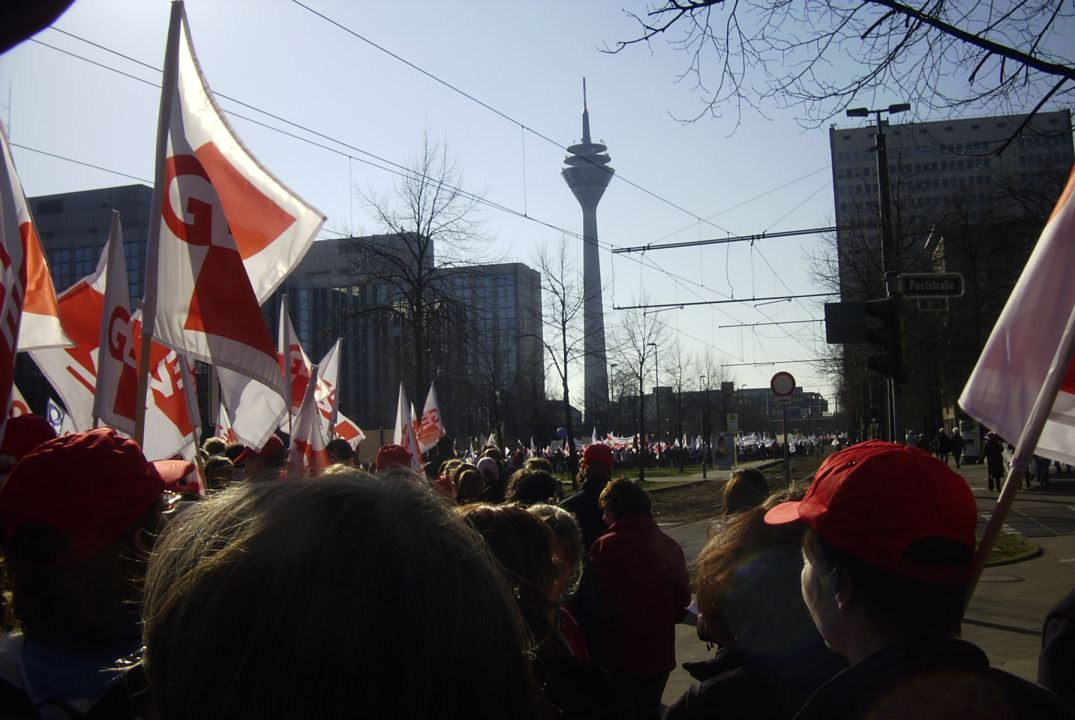
Gewerkschaften demonstrieren gegen Sparpolitik in NRW (23. März 2006)

Arbeitskonflikte und Arbeitskämpfe sind in Deutschland schon früh belegt, sie wurden zunächst von Handwerksgesellen bestritten: die Arbeitsniederlegung der Gürtlergesellen (Messingschlosser) 1329 in Breslau, der Streik der Schneidergesellen in Konstanz 1389 oder der Streik der Bergleute 1469 in Altenberg. Bekannter ist der Aufstand der Weber 1844 in Schlesien (Peterswaldau und Langenbielau im Eulengebirge).

### 1848/49 bzw. 1865: Die ersten Gewerkschaften
Waren im Vormärz noch die Arbeitervereine die Vertreter der Arbeiterklasse, entstanden im Verlauf der Revolution 1848/1849 erste
Gewerkschaften auf nationaler Ebene, die sich in der Tradition der Zunftverfassung auf einzelne Berufsgruppen beschränkten.
In den wachsenden Großstädten entstanden nach dem Druckerverband (1849) Berufsverbände der Zigarren-, Textil- und Metallarbeiter, der Bergleute, Schneider, Bäcker, Schuhmacher und der Holz- und Bauarbeiter.
Die Association der Zigarrenarbeiter Deutschlands in Berlin gründete sich 1848. Sie fand schnell in 40 weiteren deutschen Städten eher kurzlebige Nachahmer. Der 1865 im Pantheon in Leipzig gegründete Allgemeine Deutsche Cigarrenarbeiter-Verein (Mitgründer und Präsident war Friedrich Wilhelm Fritzsche) war die erste zentral organisierte Gewerkschaft in Deutschland. Sie wurde zum Vorbild vieler neu gegründeter Gewerkschaften und ist eine Vorläuferorganisationen der Gewerkschaft Nahrung-Genuss-Gaststätten. 1867 wurde der Verein Deutscher Lokomotivführer (VDL) gegründet und nachdem die Weimarer Verfassung auch Beamten die Koalitionsfreiheit einräumte, entstand 1919 aus dem VDL die Gewerkschaft Deutscher Lokomotivführer (GDL). Die heute noch aktive GDL ist somit die älteste Gewerkschaft in Deutschland. Der saarländische Rechtsschutzsaal gilt als ältestes deutsches Gewerkschaftsgebäude.

### Behinderung der Gewerkschaften
Nach Jahrzehnten der Repression und Behinderung durch die Obrigkeit traten gewerkschaftliche Organisationen im Vormärz und während der deutschen Revolution verstärkt öffentlich in Erscheinung und artikulierten ihre Forderungen. Das Scheitern der Revolution und die darauf folgende Phase der Restauration führte jedoch dazu, dass die gewerkschaftliche Bewegung erneut an Schlagkraft verlor und sich erneuten Repressionen ausgesetzt sah. Erst durch neue Reformen in den Jahren 1869 bzw. 1871, etwa die der Gewerbeordnung, durch die die Gewerbe- und Koalitionsfreiheit eingeführt wurde, entwickelten sich Gewerkschaften als Vertragspartner von Unternehmerverbänden. Zu den frühen Tarifverträgen gehört der 1906 in Königsberg (Preußen) abgeschlossene Vertrag zwischen dem Gewerkverein der Heimarbeiterinnen und der Schirmindustrie. Die Arbeiterschaft musste um ihr Existenzminimum ringen, während die Unternehmer feudalistische Privilegien besaßen. Die Gewerkschaften waren zunächst daran interessiert, die Lage ihrer Mitglieder zu verbessern. Sie führten Arbeitskämpfe, Streiks und Kaufboykotts gegen die Unternehmer durch. Dieser Machtzuwachs und die damit einhergehende Gefahr für das herrschende System brachte die Herrschenden dazu, Gewerkschaften zeitweise zu verbieten oder gesetzlich zu behindern. Generell verboten wurden gewerkschaftliche Aktivitäten zwischen 1878 und 1890 durch das Bismarcksche Sozialistengesetz.
Erst mit dem Halberstädter Kongress des Jahres 1892 gewann die Gewerkschaftsbewegung wieder stark an Bedeutung und Macht: Am 14. März 1892 wurde durch Carl Legien die Gründungskonferenz der Generalkommission der Gewerkschaften Deutschlands einberufen. Damit gaben sich die mitgliederstärksten Gewerkschaften einen Dachverband im Deutschen Reich.

### Gruppierung nach beruflicher und politischer Orientierung
Die deutschen Gewerkschaften orientierten sich an den parteipolitischen Linien sowie nach Berufen bzw. Berufsgruppen und nicht nach dem Prinzip ein Betrieb = eine Gewerkschaft. Diese berufsständische Gewerkschaftsorganisation geht auf die traditionelle Zunftverfassung und die Festlegungen des Halberstädter Kongresses zurück.
Der ADGB und der AfA-Bund als größte Gewerkschaftsorganisationen standen der SPD, die Christlichen Gewerkschaften der christlichen Zentrumspartei, die Revolutionäre Gewerkschafts-Opposition (RGO) der KPD, die Hirsch-Dunckerschen Gewerkvereine der liberalen DDP und der Deutschnationale Handlungsgehilfen-Verband (DHV) der rechtskonservativen DNVP bzw. in der Endphase der Weimarer Republik sogar der NSDAP nahe. Die syndikalistische Freie Arbeiter-Union Deutschlands (FAUD) lehnte Parteipolitik ganz ab.

### Gleichschaltung der Gewerkschaften während des Nationalsozialismus
1920 wehrte noch der größte Teil der Gewerkschaftsbewegung mit einem gemeinsamen Generalstreik den Kapp-Putsch ab. 1933 dagegen zögerten die Gewerkschaften mit Maßnahmen gegen die aufziehende Hitler-Diktatur. Nach der Machtergreifung der Nazis wurden viele Gewerkschaftsführer in Konzentrationslager gesperrt. Auch ein Aufruf der Gewerkschaften, den von den Nazis am 1. Mai 1933 veranstalteten Tag der Nationalen Arbeit zu unterstützen, half nichts. Am 2. Mai 1933 wurden die Gewerkschaftshäuser von der SA besetzt und die Gewerkschaften gleichgeschaltet. Ihr Vermögen wurde auf die Nazi-Massenorganisation Deutsche Arbeitsfront (DAF) übertragen. In der DAF, deren Mitgliedschaft nicht verpflichtend war, waren zahlreiche ehemalige Gewerkschafter vertreten. 1944 hatte die DAF, als größte nationalsozialistische Massenorganisation, ca. 25 Millionen Mitglieder.

### Wiederaufbau der Gewerkschaften nach dem Zweiten Weltkrieg

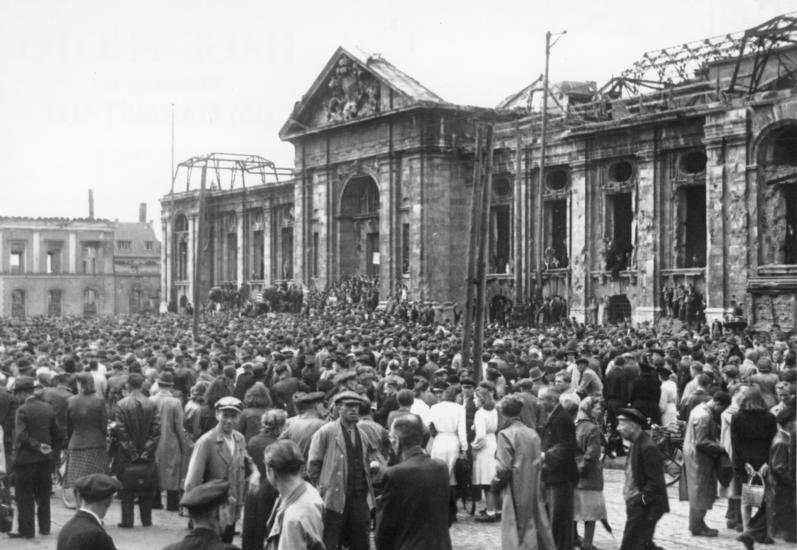
Gewerkschaftskundgebung in Darmstadt 1948

Nach dem Zweiten Weltkrieg erfolgte der Wiederaufbau der Gewerkschaften.
Der erste Vorsitzende des DGB Hans Böckler verfolgte das Konzept, alle Arbeitnehmer in einer parteipolitisch nicht gebundenen Einheitsgewerkschaft zu vereinigen, die unter einen starken Dachverband zusammengefasst werden sollten. Es gab jedoch Widerstand, vor allem von der IG Metall.
1949 fand der Gründungskongress des Deutschen Gewerkschaftsbundes unter der Leitung von Hans Böckler in München im Kongresssaal statt. An dieser Versammlung nahmen auch die Spitzen des Staates von Bayern (Ministerpräsident Hans Ehard, CSU) und der Bundesrepublik Deutschland (Arbeitsminister Anton Storch, CDU) teil.
Trotz aller Einheitsaufrufe bildeten sich aber auch der berufsständisch orientierte Beamtenbund und als Abspaltung später die Deutsche Angestellten-Gewerkschaft (DAG). Unions-Kreise und wirtschaftsnahe Kirchenkreise gründeten zudem um 1950 den Christlichen Gewerkschaftsbund, der jedoch keine größeren Mitgliederzahlen erreichen konnte.
Die deutschen Gewerkschaften DGB, DAG und Beamtenbund entwickelten sich zu Partnern bei den Tarifverhandlungen, und sie nahmen Einfluss bei der Gesetzgebung im Arbeits- und Sozialbereich.

### Gewerkschaften in der DDR
In der Sowjetischen Besatzungszone (SBZ) wurde nach dem Krieg der Freie Deutsche Gewerkschaftsbund (FDGB) als parteiübergreifende Einheitsgewerkschaft gegründet. Nach Gründung der SED durch Zwangsvereinigung von SPD und KPD 1946 wurden aber umgehend Säuberungen vorgenommen. Christlich-soziale und weiterhin eigenständig sozialdemokratische Gewerkschaftsfunktionäre wurden abgesetzt und mussten in den Westen fliehen. In West-Berlin gründete sich als Abspaltung die Unabhängige Gewerkschaftsopposition (UGO), der spätere Landesbezirk des DGB.
Nach dem gescheiterten Aufstand in der DDR am 17. Juni 1953 wurden weitere unabhängigere Gewerkschafter als „Kapitulanten“ oder „Westagenten“ diffamiert und ihrer Ämter enthoben, so auch der Vorsitzende der IG Bau-Holz Franz Jahn und fast alle seine Vorstandskollegen. Der FDGB wurde damit endgültig zu einer parteigesteuerten DDR-Massenorganisation.

### Gewerkschaften nach der Wiedervereinigung
Auch 1989 stand der FDGB nicht an der Spitze der Demokratiebewegung, er wurde einfach überrollt und „abgewickelt“. Erzwungene Neuwahlen brachten dort zwar neue Kräfte nach vorn, der FDGB aber wurde von ihnen als nicht mehr reformierbar angesehen und Anfang 1990 aufgelöst. Trotz der Kontaktaufnahme der DDR-Branchengewerkschaften zu den entsprechenden Gewerkschaften in der Bundesrepublik entschieden sich aber die DGB-Gewerkschaften, im Einverständnis mit vielen Gewerkschaftsmitgliedern aus der DDR, für den Aufbau neuer örtlicher bzw. regionaler DGB- und Gewerkschaftsstrukturen.
Die Gewerkschaften bekamen zunächst mehrere Millionen neuer Mitglieder, von denen aber nach dem Zusammenbruch der ostdeutschen Industrie viele wieder ausschieden. In den 1990er Jahren hat sich die Anzahl der sechzehn DGB-Gewerkschaften durch Fusionen auf acht Branchengewerkschaften reduziert. Auch die DAG wurde in der fusionierten Gewerkschaft ver.di Teil des DGB.

### Branchengewerkschaften
Da sich diverse spezialisierte Branchen (Berufsgruppen) von den unter dem Dach des Deutschen Gewerkschaftsbundes (DGB) organisierten Gewerkschaften schlecht vertreten fühlten, gründeten sie eigene Fachgewerkschaften / Spartengewerkschaften. Beispiele dafür sind die Vereinigung Cockpit (VC), die Gewerkschaft der Flugsicherung (GdF), der Marburger Bund der Klinikärzte sowie die Gewerkschaft der Lokführer (GDL). Diese kleineren Gewerkschaften weisen teilweise einen überdurchschnittlichen Organisationsgrad von bis zu 80 % auf.

### Schwächung des DGB
Im Jahr 2007 wurde ein bisher in der deutschen Gewerkschaftsgeschichte einmaliger Versuch eines Unternehmens bekannt, Einfluss auf Gewerkschaften zu nehmen. Bereits in den späten 1970er Jahren traf die Siemens AG Maßnahmen zur Schwächung des Einflusses des DGB. Zunächst ging es darum, den Einfluss des DGB im Aufsichtsrat des Konzerns zu mindern. Die eigentliche Ausführung dieses Plans begann in den 1980er Jahren. Es entstand die Arbeitsgemeinschaft Unabhängiger Betriebsangehöriger. Als „die andere Gewerkschaft“ positioniert sich die AUB heute bewusst gegen „traditionelle Gewerkschaften“. Zwar hat die AUB nur etwa 32.000 Mitglieder, aber im Jahr 2003 erklärte der AUB-Vorsitzende Schelsky: „In zehn Jahren sind wir in Deutschland der einzige Wettbewerber zum Deutschen Gewerkschaftsbund.“ Dann werde seine Organisation auch politisch stärkeren Einfluss haben. Nachdem Zahlungen der Siemens AG von ungefähr 14 Mio. Euro an den Unternehmensberater und AUB-Vorsitzenden Wilhelm Schelsky bekannt wurden, ohne dass dafür Leistungen verzeichnet waren, wurden Büros von Schelsky, Siemens und der AUB durchsucht. Am 14. Februar 2007 wurde Schelsky wegen des Verdachts auf Steuerstraftaten in Untersuchungshaft genommen. Die Zahlungen von Siemens an Schelsky werden inzwischen auf etwa 54 Millionen Euro geschätzt. Direkte Zahlungen von Siemens an die AUB konnten jedoch nicht nachgewiesen werden.

### Mitgliederentwicklung
In den 1990er Jahren hatten die Gewerkschaften hohe Mitgliederverluste. In den DGB-Gewerkschaften gab es 2005 rund 6,8 Mio. Mitglieder; das entsprach 25 % der Arbeitnehmer. 2007 waren es nach Angaben des DGB 6,4 Mio. Mitglieder (einschließlich Rentner und Arbeitslose). Der Nettoorganisationsgrad (NOG I: aktive Mitglieder, ohne Rentner, aber zuzüglich Arbeitslose) betrug im Jahr 2000 in Deutschland 21,3 % (1960: 34,2 und 1980: 33,6, nach Ebbinghaus in Schroeder-Weßels, Handbuch S. 196). Neuere Angaben zum Organisationsgrad fehlen zurzeit. Beim DGB waren 2007 bezogen auf die in diesem Jahr durchschnittlich sozialversicherungspflichtig Beschäftigten von 39,7 Mio. 16,12 % noch organisiert, wobei aber diese Zahl nach unten zu korrigieren ist, da der DGB einschließlich inaktive Mitglieder (wie Rentner und Arbeitslose) rechnet, während die von der Bundesagentur für Arbeit ermittelten Gesamtbeschäftigten nur aktive Personen umfassen. Zum 31. Dezember 2022 hatte der DGB 5,6 Mio. Mitglieder, davon die IG Metall 2,1 Mio. und Ver.di 1,9 Mio. Mitglieder.

## Flexibilität durch gleich verteilte Durchsetzungskraft
Eine im internationalen Vergleich recht einmalige Aufgabe stellt der deutsche Gesetzgeber den Gewerkschaften bei Verhandlungen: Die Asymmetrie bei Verhandlungen zwischen einem Arbeitnehmer und einem Arbeitgeber führt zu einer Einschränkung beider Seiten durch ein mit starkem Schutz für den einzelnen Arbeitnehmer ausgestattetes Arbeitsrecht. Hat sich der Arbeitnehmer in einer ausreichend starken Arbeitnehmervereinigung organisiert, kann diese in Tarifverträgen gesetzliche Beschränkungen des Verhandlungsspielraumes überwinden, die ansonsten unabdingbar wären. Nach der Rechtsprechung bedeutet „ausreichend stark“, dass die Arbeitnehmervereinigung Kampfmaßnahmen durchführen kann und zeigt, dass sie die ihr rechtlich erlaubten Maßnahmen in vollem Umfang zu nutzen bereit ist. Inwieweit auf einzelne Betriebe beschränkte Arbeitnehmervereinigungen ausreichend Durchsetzungsvermögen haben, ist im Einzelfall zu klären.
Tatsächlich kann diese Konstruktion des deutschen Rechts dazu führen, dass Arbeitnehmer auf Schutz verzichten, der ihnen individualrechtlich zustünde. Hieraus kann eine im internationalen Vergleich der Rechtsstaaten relativ hohe Flexibilität bei der Anwendung des Arbeitsrechts ohne staatliche Intervention resultieren. Nur in nicht rechtsstaatlich organisierten Ländern (z. B. China) und in Ländern mit religiös eingeschränkter beruflicher Selbstbestimmung (z. B. Indien) kann eine noch höhere Flexibilität für Arbeitgeber erreicht werden, wenn Schutzgesetze fehlen, theoretisch bestehender Schutz praktisch nicht einklagbar ist und freie Gewerkschaften verboten sind.
Die Möglichkeit zum Verzicht auf individualrechtlich unabdingbaren Schutz begründet auch die Tatsache, dass Tarifverträge prinzipiell nur für gewerkschaftlich organisierte Arbeitnehmer gelten. Nicht organisierten Arbeitnehmern dürfen sie nicht aufgezwungen werden. In der Praxis jedoch werden Tarifverträge von Arbeitgebern auch auf nicht organisierte Arbeitnehmer angewandt, wenn diese dadurch überwiegend Vorteile haben. Diese Arbeitnehmer nutzen dann die Verhandlungsarbeit der Arbeitgeber- und Arbeitnehmerverbände, ohne sich mit Mitgliedsbeiträgen daran beteiligt zu haben.

## Finanzierung
Gewerkschaften finanzieren sich über Mitgliedsbeiträge. Meist beträgt der Beitrag ein Prozent des Bruttoverdienstes, daher der frühere Slogan: Ein Pfennig von jeder Mark – dieser Beitrag macht uns stark.

## Gewerkschaften und Soziale Marktwirtschaft
Der Sozialwissenschaftler Walther Müller-Jentsch vertritt in seiner „kleinen Geschichte der deutschen Gewerkschaftsbewegung“ die These, dass die Gewerkschaften in ihrer Nachkriegs-Gründungsphase als Gegner der Sozialen Marktwirtschaft aufgetreten seien, aber im weiteren Verlauf ihrer Geschichte mehr und mehr zum Mitgestalter der realen bundesdeutschen Wirtschaftsordnung geworden seien und heute die Soziale Marktwirtschaft auch programmatisch bejahten. Andererseits gibt es Positionen in den Gewerkschaften, die die Konzeption einer sozialen Marktwirtschaft ablehnen und ein Konzept der Wirtschaftsdemokratie favorisieren.

### Handbücher und Grundlagenliteratur über deutsche Gewerkschaften
- Garnet Alps, Carsten Maaß, Hartmut Meine, Uwe Stoffregen: Gewerkschaft, ja bitte! Ein Handbuch für Betriebsräte, Vertrauensleute und Aktive. 4. Auflage, VSA Verlag, Hamburg 2023, ISBN 978-3-96488-160-1.
- Wolfgang Schroeder (Hrsg.): Handbuch Gewerkschaften in Deutschland. 2. überarbeitete, erweiterte und aktualisierte Auflage; unter Mitarbeit von Samuel Greef.  VS – Verlag für Sozialwissenschaften, Wiesbaden 2014, ISBN 978-3-531-19495-0.
- Wolfgang Schroeder, Bernhard Weßels (Hrsg.): Die Gewerkschaften in Politik und Gesellschaft der Bundesrepublik Deutschland. Ein Handbuch. Opladen 2003, ISBN 3-531-13587-2.
- Joachim Bergmann, Otto Jacobi, Walther Müller-Jentsch: Gewerkschaften in der Bundesrepublik. 3. Auflage. Campus, Frankfurt am Main 1979.

### Geschichte der deutschen Gewerkschaftsbewegung
- Wolfgang Abendroth: Geschichte der deutschen Gewerkschaften. Weg demokratischer Integration. Mit einem Vorwort von Frank Deppe. DVK-Verlag, Berlin 1989 (Reprint v. 1954), ISBN 3-88107-052-4.
- Stefan Berger (Hrsg.): Gewerkschaftsgeschichte als Erinnerungsgeschichte. Der 2. Mai 1933 in der gewerkschaftlichen Erinnerung und Positionierung nach 1945. Klartext, Essen 2015, ISBN 978-3-8375-1580-0.
- Frank Deppe, Georg Fülberth, Jürgen Harrer (Hrsg.): Geschichte der deutschen Gewerkschaftsbewegung. Pahl-Rugenstein, Köln 1977, ISBN 3-7609-0290-1.
- Frank Deppe, Klaus Dörre, Witich Roßmann (Hrsg.): Gewerkschaften im Umbruch, Pahl-Rugenstein, Köln 1989, ISBN 978-3-89438-280-3
- Hans-Georg Fleck: Sozialliberalismus und Gewerkschaftsbewegung. Die Hirsch-Dunckerschen Gewerkvereine 1868–1914. Köln 1994; Bund Verlag, ISBN 3-7663-2502-7.
- Hans-Otto Hemmer, Kurt Thomas Schmitz (Hrsg.): Geschichte der Gewerkschaften in der Bundesrepublik Deutschland. Von den  Anfängen bis heute. Köln 1990; Bund Verlag, ISBN 3-7663-3153-1.
- Jens Hildebrandt: Gewerkschaften im geteilten Deutschland. Die Beziehungen zwischen DGB und FDGB vom Kalten Krieg bis zur Neuen Ostpolitik 1955 bis 1969. Röhrig Universitätsverlag, St. Ingbert 2010, ISBN 978-3-86110-476-6.
- Siegfried Mielke und Günter Morsch (Hrsg.): „Seid wachsam, dass über Deutschland nie wieder die Nacht hereinbricht.“ Gewerkschafter in Konzentrationslagern 1933–1945. Begleitband zur Ausstellung der Stiftung Brandenburgische Gedenkstätten, der Arbeitsstelle Nationale und Internationale Gewerkschaftspolitik der FU Berlin und der Hans-Böckler-Stiftung, Berlin 2011: Metropol Verlag, ISBN 978-3-86331-031-8

- Heinrich Potthoff: Freie Gewerkschaften 1918–1933. Der Allgemeine Deutsche Gewerkschaftsbund in der Weimarer Republik. Düsseldorf 1987; Droste, ISBN 3-7700-5141-6.
- Michael Ruck (Hrsg.): Gegner – Instrument – Partner. Gewerkschaftliche Staatsverständnisse vom Industrialismus bis zum Informationszeitalter. (= Staatsverständnisse, Bd. 106). Baden-Baden 2017; Nomos Verlag, ISBN 978-3-8487-3055-1 (brosch.), ISBN 978-3-8452-7204-7 (E-Book) [Deutschland, Frankreich, Großbritannien, USA].
- Michael Ruck: Gewerkschaften – Staat – Unternehmer. Die Gewerkschaften im sozialen und politischen Kräftefeld 1914 bis 1933. (= Gewerkschaften in Deutschland, Bd. 3). Köln 1990; Bund Verlag, ISBN 3-7663-2159-5.
- Michael Schneider: Kleine Geschichte der Gewerkschaften. Ihre Entwicklung in Deutschland von den Anfängen bis heute. Bonn, 2. überarb. u. akt. Aufl. 2000 (u.ö.); Dietz, ISBN 3-8012-0294-1.
- Klaus Schönhoven: Die deutschen Gewerkschaften. Frankfurt a. M. 1987 (u.ö.); Suhrkamp, ISBN 3-518-11287-2.
- Klaus Tenfelde, Klaus Schönhoven, Michael Schneider, Detlev Peukert: Geschichte der deutschen Gewerkschaften. Von den Anfängen bis 1945. Hrsg. von Ulrich Borsdorf. Köln 1987; Bund Verlag, ISBN 3-7663-0861-0.
- Siegfried Mielke: Gewerkschaften in der Gründungsphase der Bundesrepublik Deutschland (1945— 1949). In: APuZ 51/1989.

### Weitere Literatur
- Daniel Blackburn (Hrsg.), Trade Unions of the World, London (The International Centre for Trade Union Rights), 8th edition, 2021, ISBN 978-0-9933556-2-2, S. 216–228
- Peter Bremme, Ulrike Fürniß, Ulrich Meinecke (Hrsg.): Never work alone. Organizing – ein Zukunftsmodell für Gewerkschaften. VSA-Verlag 2007, Hamburg.
- Ulrich Brinkmann, Hae-Lin Choi, Richard Detje, Klaus Dörre, Hajo Holst, Serhat Karakayali, Carharina Schmalstieg: Strategic Unionism: Aus der krise zur Erneuerung? VS Verlag, Wiesbaden 2008, ISBN 978-3-531-15782-5.
- Heiner Dribbusch, Peter Birke: „Die Gewerkschaften in der Bundesrepublik Deutschland – Organisation, Rahmenbedingungen, Herausforderungen“. März 2012, Studie im Auftrag der Friedrich Ebert Stiftung (PDF; 2,01 MB).
- Heiner Dribbusch, Steffen Lehndorff, Thorsten Schulten: Two worlds of unionism? German manufacturing and service unions since the Great Recession, In: Steffen Lehndorff, Heiner Dribbusch, Thorsten Schulten (Hrsg.), Rough waters: European trade unions in a time of crises, Brüssel (ETUI, 2. Aktualisierte Auflage 2018), S. 209–233, freier download
- Klaus Dörre, Bernd Röttger: Die erschöpfte Region. Politik und Gewerkschaften in Regionalisierungsprozessen. 2005, ISBN 3-89691-560-6.
- Jochen Gollbach: Europäisierung der Gewerkschaften. 2005, ISBN 3-89965-126-X.
- Thomas Haipeter, Klaus Dörre (Hrsg.): Gewerkschaftliche Modernisierung. VS Verlag, Wiesbaden 2011, ISBN 978-3-531-17753-3.
- Juri Hälker: Von den USA lernen? Organizing: Mitgliederwerbung und Aktivierung. In: SPW, 12/2007 (PDF; 97 kB).
- Victor Linden: Gewerkschaften in Bewegung. Revitalisierung des politischen Mandats und Bündnisse mit sozialen Bewegungen. Optimus Verlag, Göttingen 2008, ISBN 978-3-941274-00-6.
- Walther Müller-Jentsch: Soziologie der Industriellen Beziehungen. Eine Einführung. Campus, Frankfurt am Main 1997.
- Walther Müller-Jentsch: Gewerkschaften und Soziale Marktwirtschaft seit 1945. Reclam, Stuttgart 2011, ISBN 978-3-15-018897-2.
- Oskar Negt: Wozu noch Gewerkschaften? Eine Streitschrift. Göttingen 2005.
- Horst Udo Niedenhoff: Gewerkschaftseinfluss auf Wirtschaft und Gesellschaft. Parlamentskreis Mittelstand PKM, III/2006, S. 5 ff.
- Wolfgang Schroeder Katholizismus und Einheitsgewerkschaft. Der Streit um den DGB und der Niedergang des Sozialkatholizismus in der Bundesrepublik bis 1960, Reihe: Politik- und Gesellschaftsgeschichte. Bd. 30, Dietz Verlag, Bonn 1992, ISBN 978-3-8012-4037-0